# 27. SS-Freiwilligen-Grenadier-Division „Langemarck“ (flämische Nr. 1)
Die 27. SS-Freiwilligen-Grenadier-Division „Langemarck“ (flämische Nr. 1) entstand am 18. Oktober 1944 durch die Umbenennung der 6. SS-Freiwilligen-Sturmbrigade „Langemarck“, die aus dem SS-Freiwilligen-Verband „Nordwest“ hervorgegangen war.

## Beschreibung
Die Division bestand vor allem aus flämischen Freiwilligen, Angehörigen der Vlaamse Wacht, der Algemeene SS (flämische Allgemeine SS) und des Vlaamse Arbeidsdienst sowie flämischen Zwangsarbeitern, Angehörigen der Organisation Todt, des NSKK, der Kriegsmarine und der Luftwaffe mit deutschem Rahmenpersonal und wurde überwiegend an der Ostfront eingesetzt. 
Die Sturmbrigade hatte am 31. Mai 1943 den Namen „Langemarck“ erhalten. Der Name der flämischen Ortschaft verwies auf den Mythos von Langemarck aus dem Ersten Weltkrieg.
Am 10. Mai 1945 ergaben sich die Überlebenden der Division in Mecklenburg britischen Truppen.

## Gliederung
- SS-Freiwilligen-Grenadierregiment 66
- SS-Freiwilligen-Grenadierregiment 67
- SS-Freiwilligen-Grenadierregiment 68
- SS-Freiwilligen-Artillerieregiment 27
  - Divisionseinheiten 27

Die Division kam nie über Brigadestärke hinaus.

## Unterstellung
- Oktober 1944 bis Januar 1945: Befehlshaber des Ersatzheeres, Lüneburger Heide
- Januar bis April 1945: III. (germanisches) SS-Panzerkorps, Pommern

## Kommandeure
- September bis Oktober 1944: SS-Obersturmbannführer Conrad Schellong
- Oktober 1944 bis 2. Mai 1945: SS-Oberführer Thomas Müller